# La Courneuve
La Courneuve (franskt uttal: [la kuʁnœv]
 ( lyssna)) är en kommun i departementet Seine-Saint-Denis i regionen Île-de-France i norra Frankrike belägen 5 kilometer norr om Paris. Kommunen ligger i kantonen La Courneuve som tillhör arrondissementet Saint-Denis. År 2022 hade La Courneuve 47 086 invånare.
La Courneuve är beläget ovanför Aubervilliers cirka 5 kilometer norr om Paris, bredvid Saint-Denis.
En känd person från La Courneuve är Jacques Nikonoff, presidenten i nätverket Attac.

## Befolkningsutveckling
| Befolkningsutvecklingen i La Courneuve 1968–2021 | Befolkningsutvecklingen i La Courneuve 1968–2021 | Befolkningsutvecklingen i La Courneuve 1968–2021 | Befolkningsutvecklingen i La Courneuve 1968–2021 | Befolkningsutvecklingen i La Courneuve 1968–2021 |
| ------------------------------------------------ | ------------------------------------------------ | ------------------------------------------------ | ------------------------------------------------ | ------------------------------------------------ |
|                                                  |                                                  |                                                  |                                                  |                                                  |
| År                                               |                                                  |                                                  | Folkmängd                                        |                                                  |
| 1968                                             | 1968                                             |                                                  | 43 318                                           |                                                  |
| 1975                                             | 1975                                             |                                                  | 37 958                                           |                                                  |
| 1982                                             | 1982                                             |                                                  | 33 537                                           |                                                  |
| 1990                                             | 1990                                             |                                                  | 34 139                                           |                                                  |
| 1999                                             | 1999                                             |                                                  | 35 310                                           |                                                  |
| 2007                                             | 2007                                             |                                                  | 37 228                                           |                                                  |
| 2015                                             | 2015                                             |                                                  | 41 733                                           |                                                  |
| 2021                                             | 2021                                             |                                                  | 47 160                                           |                                                  |

## Kommunikationer
Paris metro med linje 7 har sin slutstation La Courneuve – 8 Mai 1945 i La Courneuve. Kommunen korsas på mitten av de båda motorvägarna A1 och A86.